# Vicki Van Meter
Victoria "Vicki" L. Van Meter, född 13 mars 1982 i Meadville, Pennsylvania, död 15 mars 2008 i Meadville, Pennsylvania, var en amerikansk flygare.
Vicki Van Meter rönte uppmärksamhet som pilot på grund av sin låga ålder. Exempelvis satte hon i augusti 1993 som elvaåring rekord som den yngsta piloten någonsin att flyga tvärs över USA, från Augusta, Maine till San Diego, Kalifornien.
Två dagar efter att hon fyllt 26 sköt hon sig i sin hemstad Meadville .